# Metencephalon

Deze schematische tekening laat de subdivisies zien van de hersenen van een embryo. Later zullen deze delen zich ontwikkelen tot volwassen structuren

Het metencephalon, of achterhersenen, is een hersenstructuur die voor het grootste gedeelte door het cerebellum wordt gevormd. Een deel van de formatio reticularis loopt door het metencephalon heen en vormt hier een soort bult, de pons. Tussen het cerebellum en de pons ligt een holte. Deze holte wordt de vierde ventrikel genoemd en is met hersenvocht gevuld. Een deel van de vierde ventrikel wordt tot het metencephalon gerekend, een ander deel tot het myelencephalon.